# Instinct (Iggy Pop)
| Recensione | Giudizio |
| ---------- | -------- |
| AllMusic   | [ 1 ]    |

Instinct è un album in studio del cantante statunitense Iggy Pop, pubblicato nel 1988.

## Descrizione
Questo è l'ottavo album di Iggy Pop come solista. Nel complesso, questo è l'album più rappresentativo dell'Iggy Pop solista pur conservando un'orma della potenza degli Stooges. I brani contenuti si presentano più lunghi rispetto allo stile degli album precedenti e a quello basilare del punk rock.
Instinct è frutto di una collaborazione con il chitarrista Steve Jones, famoso per la sua esperienza con i Sex Pistols.

## Tracce
1. Cold Metal – 3:27 (Iggy Pop)
2. High On You – 4:48 (Iggy Pop)
3. Strong Girl – 5:04 (Iggy Pop, Steve Jones)
4. Tom Tom – 3:17 (Iggy Pop)
5. Easy Rider – 4:55 (Iggy Pop, Steve Jones)
6. Power and Freedom – 3:53 (Iggy Pop, Steve Jones)
7. Lowdown – 4:29 (Iggy Pop)
8. Instinct – 4:12 (Iggy Pop)
9. Tuff Baby – 4:27 (Iggy Pop)
10. Squarehead – 5:05 (Iggy Pop, Steve Jones)

Durata totale: 43:37

## Crediti

### Cast artistico
- Iggy Pop - voce
- Leigh Foxx - basso
- Paul Garisto - percussioni
- Steve Jones - chitarra
- Seamus Beaghen - tastiere

### Cast tecnico
- Howie Weinberg - masterizzazione
- Jason Corsaro, Robert Musso - missaggio
- Paul McAlpine - fotografia
- Bill Laswell - produzione
- Nicky Skopelitis - programmazione CMI
- Jeff Bova - programmazione tastiere
- Robert Musso - registrazione
- Martin Bisi - registrazione voce